# Limba laoțiană

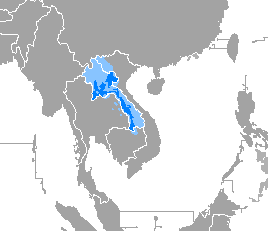
Răspândirea limbii în Laos și Tailanda

Limba laoțiană (ພາສາລາວ) este o limbă tonală, fiind limba oficială a statului Laos (ນລາວ în laoțiană). Are 32.000.000 vorbitori, dintre care 3.000.000 sunt în Laos,   27.000.000 în Thailanda și 100.000 în Occident. Restul vorbitorilor o vorbesc ca limba a doua. 
Principalele dialecte sunt:
- savannakhet în sudul Laosului;
- wiang chan în centrul Laosului și în majoritatea N-E-ului Thailandei;
- luang phabang în nordul Laosului;
- korat în sud-vestul părții de nord-est a Thailandei
- o altă variantă în nord-estul Laosului.

## Caracteristici
Laoțiana utilizează, la fel ca în limba thailandeză, un alt sistem de scriere, denumit „lao tham”; acesta este folosit în practicile care țin de religie.
Sistemul de numărare este astfel:
1. nyng
2. sǒong
3. sǎam
4. sii
5. hàa
6. hók
7. cét
8. pɛ‘ɛt
9. kâw
10. sip.